# Nok

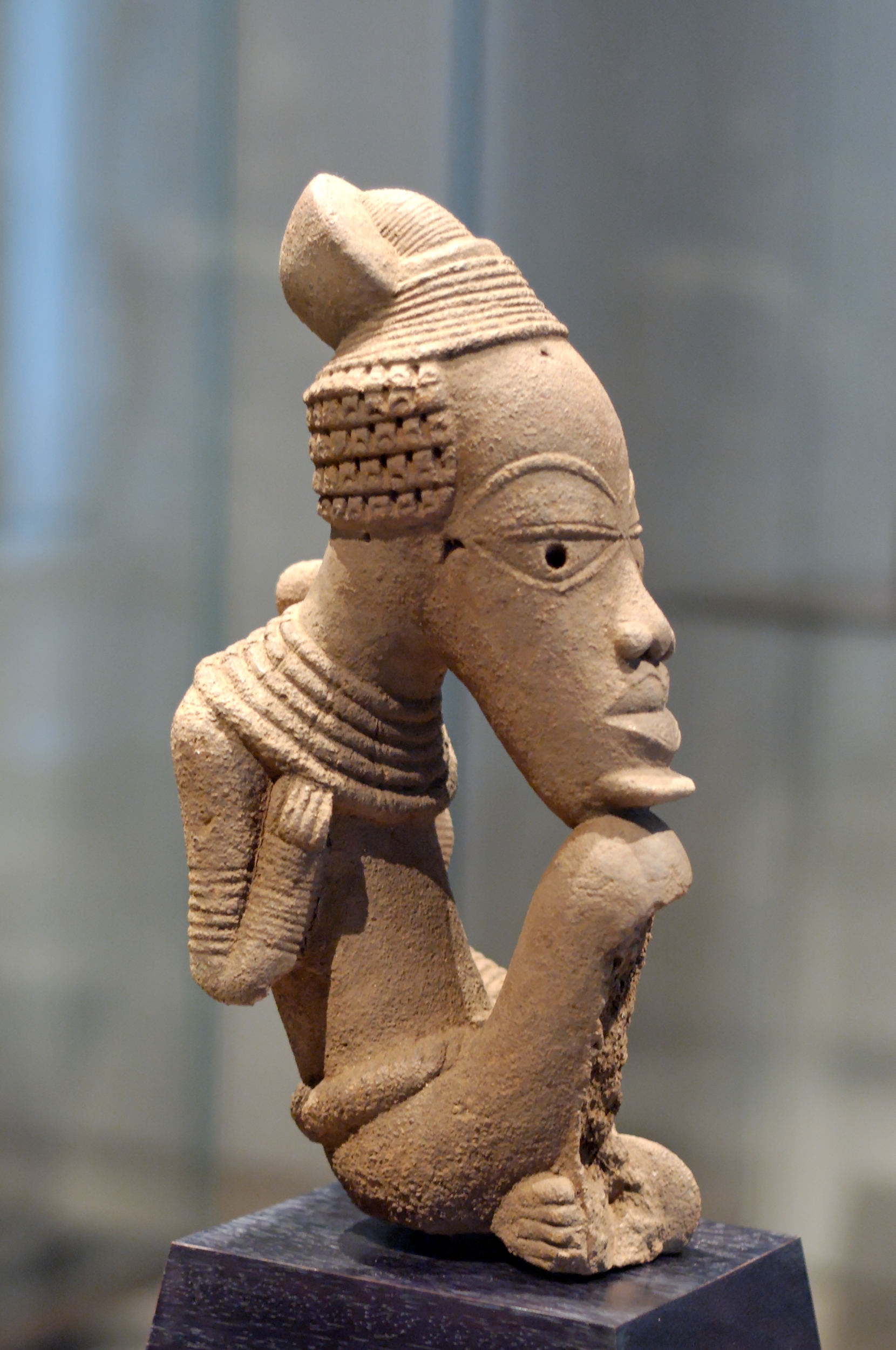
Terrakottaskulptur från nok-kulturen

Nok var en förhistorisk kultur i de norra och centrala delarna av dagens Nigeria mellan omkring 500 f.Kr. och 300 e.Kr. Man vet inte vad folket själv kallade sig, men de har fått sitt nutida namn efter byn Nok, omkring 6,5 mil sydväst om Jos. Nok-kulturen var förmodligen den första järnålderskulturen i denna del av Afrika, och man har även hittat mycket fina skulpturer i terrakotta, mellan 10 och 150 cm höga, som härstammar från kulturen.